# Райдер (лунный кратер)
Кратер Райдер (лат. Ryder) — небольшой ударный кратер в южном полушарии видимой стороны Луны. Название присвоено в честь американского геолога и селенографа Грэма Райдера (1949—2002) и утверждено Международным астрономическим союзом в 2006 г.

## Описание кратера

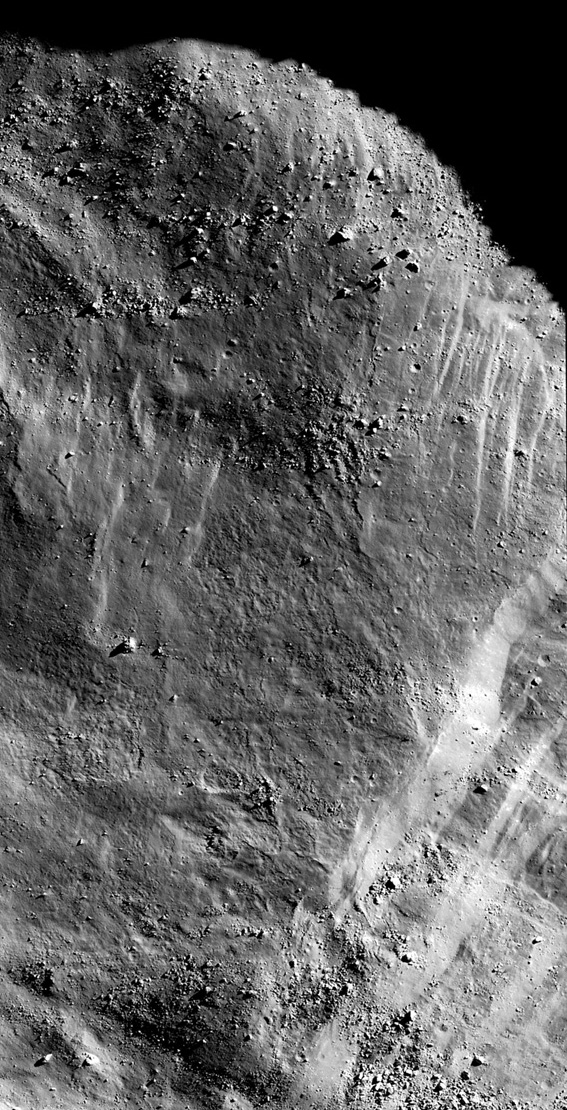
Слои пород в кратере Райдер. Снимок зонда Lunar Reconnaissance Orbiter.

Ближайшими соседями кратера являются кратеры Рош и Паули на западе; кратер Рамзей на севере-северо-востоке; кратер Кох на востоке-северо-востоке; кратер Крокко на востоке-юго-востоке и кратер Цераский на юге. Селенографические координаты центра кратера 43°52′ ю. ш. 143°18′ в. д. / 43,87° ю. ш. 143,3° в. д., диаметр 15,6 км, глубина 2700 м.

Кратер Райдер располагается в области пород с высоким альбедо находящейся на востоке от кратеров Рош и Паули и лежит на восточной оконечности вала древнего безымянного кратера. Кратер имеет несколько эллиптичную форму и образован импактом под небольшим углом. В восточной части кратера находится цельный фрагмент по всей вероятности лунной коры на котором четко различимы слои пород. По видимому данный фрагмент отделился от вала кратера Райдер и немного наклонился при сползании в чашу кратера. Это одно из немногих четко видимых обнажений слоев лунной коры, поэтому кратер представляет значительный интерес для дальнейших исследований.

## Сателлитные кратеры
Отсутствуют.

## См.также
- Список кратеров на Луне
- Лунный кратер
- Морфологический каталог кратеров Луны
- Планетная номенклатура
- Селенография
- Минералогия Луны
- Геология Луны
- Поздняя тяжёлая бомбардировка